# کسیدی پوپ
کَسیدی پُوپ (انگلیسی: Cassadee Pope؛ زادهٔ ۲۸ اوت ۱۹۸۹) موسیقی‌دان اهل ایالات متحده آمریکا است. وی از سال ۲۰۰۸ میلادی تاکنون مشغول فعالیت بوده‌است.

## خلاصه
کَسیدی بلاک پُوپ، متولد ۲۸ اوت ۱۹۸۹ است. کَسیدی پُوپ، خواننده سبک کانتری، ترانه سرا و موسیقی دانی است که، از سال ۲۰۰۸ میلادی فعالیت جدی خود را آغاز نموده‌است. او تا دسامبر ۲۰۱۱ خواننده گروه پانک پاپ Hey Monday بود. او با آن گروه آلبوم Hold On Tight و سه آهنگ دیگر را منتشر کرد. پُوپ در سال ۲۰۱۱ چند برنامه انفرادی هم داشت اما به طرفداران خود اعلام کرد که گروه آن‌ها هنوز هم پا بر جاست و این کار او دلیلی بر بهم خوردن کار او، با گروه هی ماندی نیست. در اوایل سال ۲۰۱۲ و قبل از انتشار آهنگ خود در اواخر ماه مه، اولین تور تک خوانی خود را انجام داد. او سپس در فصل سوم انتخاب صدای برتر NBC شرکت کرد و در ۱۸ دسامبر (۲۷ آذر) ۲۰۱۲ به عنوان صدای برتر شناخته شد. کَسیدی پُوپ بدین ترتیب اولین خوانندهٔ زنی شد که به این افتخار نائل می‌گشت. او اولین کار، تک خوانی سبک country خود را با آلبومی به نام Frame by Frame در ۸ اکتبر (۱۷ مهر) ۲۰۱۳ به بازار عرضه کرد. آلبوم او در Billboard 200 جایگاه ۹ و در البوم‌های برتر سبک کانتری جایگاه اول را کسب کرد. همچنین آهنگ Wasting All These Tears او در بین ۱۰ آهنگ برتر سبک کانتری قرار گرفت.

## زندگی و کار

### ۲۰۰۸ تا ۲۰۱۱
وقتی که در مدرسه مسیحی ویلینگتون، در شهر ولینگتون فلوریدا بود، گروه بلک را با دوست صمیمی خود مایک جنتیله ایجاد کرد. قبل از اینکه این گروه را به ثبت برسانند، این گروه به هم خورد. در سال ۲۰۰۸ او به همراه جنتیله، آلکس لیپیشاو، مایکل جرسی موراتی و الیوت جیمس گروه Hey Monday را بنا نهادند. پُوپ دو ترانه نوشت و در در نوشتن ۹ ترانه دیگر نیز همکاری داشت.

### ۲۰۱۲ تا ۲۰۱۴
در اوایل سال ۲۰۱۲ او اولین تور انفرادی خود را در سواحل شرقی و غربی آغاز کرد. در ۲۰۱۲، آهنگ‌های "Original Love", "Secondhand", "I Guess We're Cool", و "Told You So" که نوشتن همه آن‌ها را خود انجام داده بود، اجرا کرد. در زمان رقابت به عنوان برترین صدای سال هر ۴ مربی او را در بالای فهرست خود قرار دادند اما او Blake Shelton را که خود نیز خواننده کانتری بود را انتخاب کرد. در راند سوم آهنگ‌های زنده، او آهنگ "Over You" را اجرا کرد. این آهنگ توسط مربی او، شیلتون" به یاد برادر بزرگش که در تصادف رانندگی کشته شده بود، را اجرا کرد. در زمان اجرا آن توسط پُوپ، شیلتون به شدت تحت تأثیر قرار گرفته بود، و اشک می‌ریخت. پُوپ آن را تقدیم به جد خود که با او رابطه خیلی صمیمی داشت و در سن نوجوانی فوت کرده بود، کرد. این آهنگ در iTunes chart در جایگاه اول قرار گرفت و آهنگ "Gangnam Style" پیسی را به پایین کشید و در جایگاه دوم قرار داد. در راند چهارم اوتن‌ها زن حاضر در رقابت بود. در این راند او آهنگ "Stupid Boy" را همراه با خواننده پاپ Keith Urban اجرا کرد که این آهنگ هم جایگاه اول را در iTunes به خود اختصاص داد. در ژانویه ۲۰۱۳ او با Republic Nashville قرار دا امضا کرد و چند آهنگ را با آن اجرا کرد که شامل آهنگ "Wasting All These Tears" بود که در ۳۱ می(۱۰ خرداد) ۲۰۱۳ منتشر کرد، و جایگاه ۳۷ در Billboard Hot 100 و جایگاه ۷ را در Billboard Hot Country Songs بدست آورد. تنها در اولین هفته ۱۲۵ هزار نسخه آز آن بفروش رفت.

### ۲۰۱۴ تا کنون
در ۱۷ ژوئیه(۲۶ تیر) ۲۰۱۵ اعلام شد که کسیدی پُوپ آهنگ جدیدی به عنوان "I Am Invincible" در ۲۴ ژوئیه ۲۰۱۵ منتشر می‌کند. این اولین آهنگ تکی او از آلبوم دوم او بود، که هم‌اکنون منتشر شده و در دسترس قرار گرفته‌است.

### افراد مؤثر بر او
در این مورد پُوپ می‌گوید که من به آهنگ‌های Shania, Michelle Branch, Avril, Blink و … گوش می‌دهم. همین‌طور آلبوم جدید بلک شیلتون و Hunter Hayes و Taylor Swift نیز از یاد نمی‌برم.